# Mázia
Mázia är en ort i Grekland.   Den ligger i prefekturen Nomós Ioannínon och regionen Epirus, i den centrala delen av landet, 300 km nordväst om huvudstaden Aten. Mázia ligger 836 meter över havet och antalet invånare är 143.
Terrängen runt Mázia är varierad, och sluttar söderut. Runt Mázia är det ganska tätbefolkat, med 60 invånare per kvadratkilometer. Närmaste större samhälle är Ioánnina, 8,3 km väster om Mázia. Trakten runt Mázia består till största delen av jordbruksmark.